# کیت یاندل
کیت ادوارد یاندل (به انگلیسی: Keith Edward Yandell؛ ۱۶ ژوئیهٔ ۱۹۳۸، داونپورت، آیووا - درگذشته ۲۸ آوریل ۲۰۲۰، مدیسون، ویسکانسین) فیلسوف دین بود که با تدریس و نوشته‌هایش مشهور شد.

## تدریس
یاندل در سال ۱۹۶۶ تدریس در گروه فلسفه در دانشگاه ویسکانسین، مدیسون را آغاز کرد. زمانی که در سال ۲۰۱۱ بازنشسته شد، استاد فلسفه یولیوس آر. واینبرگ شده بود یاندل از سال ۲۰۰۴ و پس از بازنشستگی از دانشگاه ویسکانسین، به‌عنوان استاد فلسفه در مدرسه الهیات انجیلی ترینیتی در دیرفیلد، ایلینوی مشغول به‌کار شد.

## تحصیلات
یاندل مدرک کارشناسی و کارشناسی ارشد را از دانشگاه ایالتی وین دریافت کرد، و سپس مدرک دکترای خود را از دانشگاه ایالتی اوهایو دریافت کرد. زمینه‌های تخصصی او عبارتند از: تاریخ فلسفه جدید، متافیزیک، فلسفه دین، اخلاق، و فلسفه هند.

## آثار
یاندل بیش از ۶۰ مقاله و بررسی در مجلات فهرست‌شده در خدمات اطلاعاتی ابسکو دارد. کتاب‌های او، از جمله آثاری که نویسندگی یا ویرایش شده‌اند به‌شرح زیر است:
- اراده آزاد و شر (پایان‌نامه کارشناسی ارشد، ایالت وین، ۱۹۶۰)
- سیستم‌های متافیزیکی و روش‌های تصمیم‌گیری (پایان‌نامه دکتری، ایالت اوهایو، ۱۹۶۶)
- مسائل اساسی در فلسفه دین (آلین و بیکن، ۱۹۷۱)
- مسائل در تحقیق فلسفی: نظریه دانش (هولت، راینهارت و وینستون، ۱۹۷۱)
- متافیزیک (هولت، راینهارت و وینستون، ۱۹۷۱)
- نظریه دانش (هولت، راینهارت و وینستون، ۱۹۷۱)
- فلسفه دین (هولت، راینهارت و وینستون، ۱۹۷۱)
- اخلاق (هولت، راینهارت و وینستون، ۱۹۷۱)
- خدا، انسان و دین (مک گراو هیل، ۱۹۷۳)
- مسیحیت و فلسفه (ادرمن، ۱۹۸۴)
- راز غیرقابل توضیح هیوم: دیدگاه‌های او در مورد دین (دانشگاه تمپل، ۱۹۹۰)
- معرفت‌شناسی تجربه دینی (انتشارات دانشگاه کمبریج، ۱۹۹۴)
- فلسفه دین: مقدمه معاصر (راتلج، ۱۹۹۹)
- دین و فرهنگ عمومی: برخوردها و هویت‌ها در جنوب هند مدرن (راتلج، ۲۰۰۰)
- ایمان و روایت (انتشارات دانشگاه آکسفورد، ۲۰۰۱)
- بودیسم: یک کاوش و ارزیابی مسیحی (انتشارات اینتروارسیتی/پترنوستر، ۲۰۰۹)
- معنویت بدون خدا؟: روشن‌گری بودایی و نجات مسیحی (پترنوستر، ۲۰۰۹)
- روح (دفاع از ارزش اثباتی) (اشگیت، ۲۰۱۵)

یاندل علاوه بر کتاب، مقالاتی دربارهٔ انسلم، معجزات و زبان دینی منتشر کرده‌است. و همچنین یک سری مقالات در مورد مسئله شر؛ سلسله مقالاتی دربارهٔ وضعیت معرفتی تجربه دینی؛ مجموعه‌ای از مقالات در مورد فلسفه دین هیوم؛ سلسله مقالاتی در مورد غیرقابل توصیف بودن موجودات یا تجربیات دینی؛ سلسله مقالاتی دربارهٔ فلسفه هند؛ سلسله مقالات دین و اخلاق؛ و سلسله مقالاتی در مورد مسائل فلسفی مربوط به الهیات مسیحی، به‌ویژه در مورد ماهیت خدا. او روی مسائل متافیزیکی در فلسفه دین و پلورالیسم دینی کار می‌کرد.